# Prost Grand Prix
Prost Grand Prix a fost echipa de Formula 1 a fostului pilot Alain Prost. Aceasta a concurat între sezoanele 1997 și 2001.

## Palmares în Formula 2
| Sezon | Piloți | Puncte | Loc clasament general |
| ----- | --- | ------ | --------------------- |
| 2001  | Jean Alesi (12 curse); Heinz-Harald Frentzen (5 curse) / Gastón Mazzacane (4 curse); Luciano Burti (10 curse); Tomáš Enge (3 curse) | 4      | 9                     |
| 2000  | Jean Alesi / Nick Heidfeld | 0      | -                     |
| 1999  | Olivier Panis / Jarno Trulli | 9      | 7                     |
| 1998  | Olivier Panis / Jarno Trulli | 1      | 9                     |
| 1997  | Olivier Panis (10 curse); Jarno Trulli (7 curse) / Shinji Nakano                                                                    | 21     | 6                     |